# الانیا
الانیا (به ایتالیایی: Alagna) یک سکونتگاه مسکونی در ایتالیا است که در استان پاویا واقع شده‌است.

## خصوصیات
الانیا ۸٫۶ کیلومترمربع مساحت و ۸۷۶ نفر جمعیت دارد و ۹۲ متر بالاتر از سطح دریا واقع شده‌است.